# Ryszard Badowski

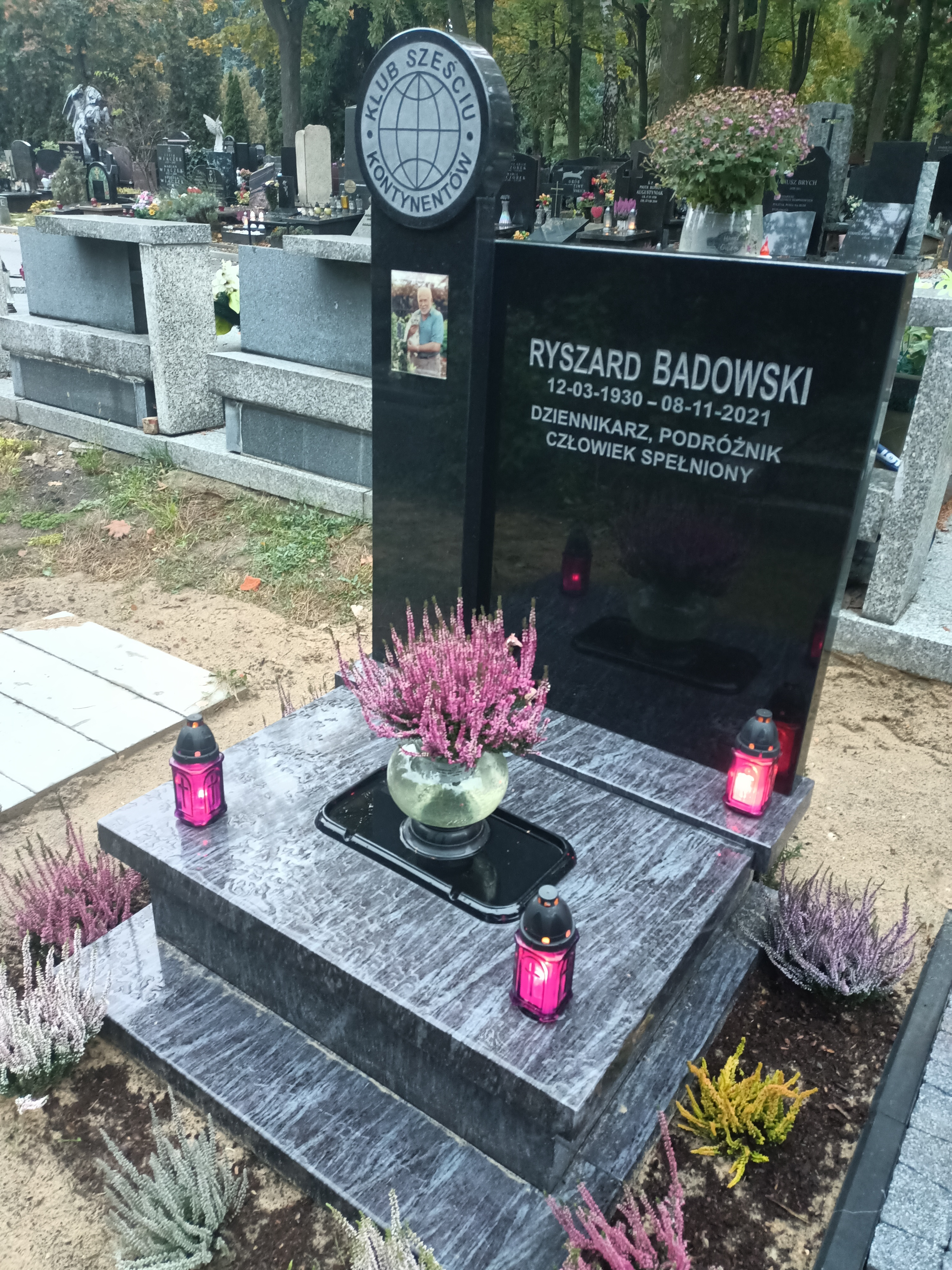
Grób Ryszarda Badowskiego na cmentarzu Wojskowym na Powązkach

Ryszard Zdzisław Badowski (ur. 12 marca 1930 w Pabianicach, zm. 8 listopada 2021 w Warszawie) – polski dziennikarz, podróżnik, operator filmowy, fotograf, pisarz, reporter, publicysta, autor programu telewizyjnego Klub sześciu kontynentów (Kawiarenka pod globusem) i Z kamerą wśród zwierząt. Współpracował z polskim wydaniem National Geographic. Pierwszy Polak, który dotarł na wszystkie sześć kontynentów. Autor ponad 100 filmów i kilkuset artykułów o tematyce podróżniczej oraz 16 książek. Zajmował się głównie odkryciami geograficznymi Polaków, oraz ich wkładem w kulturę i osiągnięcia cywilizacyjne innych narodów.

## Życiorys
Przed wybuchem II wojny światowej wraz z rodzicami wyemigrował do USA. Powrócił do kraju w 1946 i zadebiutował jako szesnastoletni korespondent z Polski dla amerykańskiego „The Cleveland Press” i polonijnego „Dziennika dla Wszystkich”. Studiował w Związku Radzieckim, skąd publikował relacje w „Po prostu” i w „Sztandarze Młodych”. Dla „Turkmeńskiej Iskry” pisał reportaże ze swojej podróży po Turkmenii odbytej w ramach praktyk studenckich.
W 1949 rozpoczął pracę jako korespondent łódzkiego „Głosu Robotniczego”. Dla tej samej gazety był korespondentem zagranicznym na Kubie (1963), w Niemczech Wschodnich i Związku Radzieckim (wielokrotnie). W 1965 odbył rejs lodołamaczem atomowym „NS Lenin” z Murmańska na wyspę Dikson w Arktyce. Pracę w telewizji podjął w 1968, a rok później rozpoczął prowadzenie „Klubu Sześciu Kontynentów”. W 1976 uczestniczył w polskiej wyprawie badawczej na Antarktydę na statku „Profesor Siedlecki”. W tym samym roku odbył podroż do Australii i Oceanii, stając się pierwszym Polakiem, który był na wszystkich kontynentach. Był członkiem Stowarzyszenia Dziennikarzy Podróżników Globtroter.
Był sprawozdawcą z lotu Sojuz-Apollo w 1975, a także lotu pierwszego polskiego kosmonauty gen bryg. Mirosława Hermaszewskiego w 1978.
W 2001 został odznaczony Krzyżem Oficerskim Orderu Odrodzenia Polski. W 2004 otrzymał nagrodę im. Ireny i Franciszka Skowyrów na Katolickim Uniwersytecie Lubelskim.
19 listopada 2021 został pochowany na Cmentarzu Wojskowym na Powązkach - kwatera GIII-7.

## Publikacje
- Renifer zaginął, RSW Prasa-Książka-Ruch Warszawa 1973.
- Tajemnica bursztynowej komnaty, Wyd. Radia i TV, Warszawa 1976.
- Biało-czerwona u brzegów Antarktydy, Wyd. Radia i TV, Warszawa 1977.
- Lechici znad Tereku, KAW, Warszawa 1977.
- Za kręgiem polarnym KAW, 1980.
- Wojna u progu Antarktydy Wyd. MON, 1983 ISBN 83-1106932-8.
- Azerbejdżan – Kraina ognia / Georgia płd. – Raj w Antarktyce MAW, 1985.
- Ałganow, Jakimiszyn i inni – Ryszard Badowski, Wydawnictwo Kto jest Kim, 1996, ISBN 83-906213-0-4.
- Pod portugalską banderą, Wyd. Best Eastern Plaza Hotels, Warszawa 1998, ISBN 83-9096642-5.
- Odkrywanie Świata. Polacy na sześciu kontynentach, Pascal, Listopad 2001, ISBN 83-7304-013-7.
- Polscy piewcy Kazachstanu, Wyd. Diecezji Pelplińskiej „Bernardinum”, J&J Decor, Pelplin, Kobyłka 2002, ISBN 83-88935-71-2